# Proiectare mecanică
Proiectarea mecanică asistată de calculator se face cu softuri specializate precum Catia, SolidWorks, Solidedge, Autodesk Inventor, AutoCAD, etc.

Proiectul unui schimbător de viteze auto

Ingineria mecanică a evoluat de la desenele cu creionul și hârtia până la modelarea în 3D a pieselor și ansamblurilor, astăzi putând fi posibile proiecte pe care inginerii de altădată doar și le imaginau.
Softuri precum Catia, Solidworks si Autodesk Inventor dau o mare flexibilitate proiectantului prin faptul că modelul este parametrizat și usor modificabil, spre deosebire de AutoCAD, care este mai rigid.
Inginerii mecanici de astăzi, fie că fac lucrează în industria auto, aeronautică, alimentară etc., se folosesc de aceste tehnologii moderne pentru a concepe produsele și tehnologiile de care au nevoie.